# میهای امینسکو
میهای امینسکو (انگلیسی: Mihai Eminescu؛ زاده ۱۵ ژانویهٔ ۱۸۵۰ درگذشته ۱۵ ژوئن ۱۸۸۹) یک شاعر اهل رومانی بود.
کتاب من هنوز یک آرزو دارم 
برگزیده اشعار عاشقانه_اجتماعی میهای امینسکو ترجمه و معرفی سعیدجهانپولاد نشر هرمز ۱۴۰۲